# Rhode Island címere

Rhode Island állam címere

Rhode Island címere a szélén arany nap formájú, középen kék mezőben egy arany horgony található a HOPE (remény) szóval. A horgony Rhode Island állam jelképe a kolónia 1636-os alapítása óta.

## Története
Az államot Roger Williams keresztény lelkész alapította a vallásszabadság jegyében. Európából és a szomszédos Massachusettsből is sokan jöttek Rhode Islandbe, hogy szabadon gyakorolhassák hitüket. A címer szava mintha a Zsidókhoz írt levél szavait tartalmazná, azaz Zsid 6:18-19 szerint „lelkünk erős és szilárd horgonya”. 1644-től kezdve áll a címer közepén a remény szó.

## Külső hivatkozások
- A címer eredete Archiválva 2012. december 24-i dátummal az Archive.is-en